# Ángela Salvadores
Ángela Salvadores Álvarez (* 10. März 1997 in Oviedo) ist eine spanische Basketballspielerin. Sie ist 1,77 m groß und wird zumeist als Shooting Guard eingesetzt.

## Laufbahn
Ángela Salvadores wuchs in der nordspanischen Stadt León auf, wo sie im Alter von acht Jahren bei CD Maristas León mit dem Basketballsport begann. Im Jahr 2008 wechselte sie in die Jugend von CDB Aros, wo sie drei Jahre spielte, bevor sie sich im Sommer 2011 der vom spanischen Verband in Barcelona geleiteten Akademie Segle XXI anschloss. In der Saison 2013/14 debütierte die damals erst 16-jährige Salvadores bereits in der ersten Mannschaft, die in der zweiten Division spielte.
Im Sommer 2014 verpflichtete der spanische Erstligist Rivas Ecópolis den talentierten Shooting Guard. Im Januar 2015 wurde die 17-jährige Salvadores von der FIBA Europa als bis dahin jüngste Spielerin überhaupt zur besten U-22-Basketballerin des Jahres 2014 gewählt. In der spanischen Meisterschaft brachte sie es in der Saison 2014/15 auf durchschnittlich 14,6 Punkte pro Spiel, ihr Klub Rivas Ecópolis konnte jedoch nur Platz sieben erreichen.
Bereits im November 2014 hatte Ángela Salvadores für die Duke University unterschrieben, deren Basketballmannschaft, den Blue Devils, sie sich im Herbst 2015 anschloss um in der Atlantic Coast Conference der NCAA zu spielen.

### Nationalmannschaft
Salvadores gewann mit Spanien in den Jahren 2012 und 2013 Gold bei den U-16-Europameisterschaften. Letzteres Turnier beendete sie mit 16,7 Punkten als Topscorerin und wurde als MVP geehrt. Ein Jahr später erreichte sie mit den Ibererinnen die Bronzemedaille bei der U-18-EM sowie Silber bei der U-17-Weltmeisterschaft, bei der sie mit ihrer Mannschaft erst im Endspiel mit 75:77 an den USA scheiterten. Salvadores überzeugte im Finale gegen die Amerikanerinnen mit 40 Punkten, beendete das Turnier mit durchschnittlich 19,9 Zählern, 7,4 Rebounds und 3,6 Assists pro Spiel und wurde für ihre herausragenden individuellen Leistungen zum MVP gewählt. Nach einem vierten Rang bei der U-19-WM 2015, holte Salvadores im selben Jahr bei der U-18-Europameisterschaft mit Spanien die Goldmedaille. Erneut wurde sie als wertvollste Spielerin des Turniers geehrt.

## Erfolge und Ehrungen
Spanische Nationalmannschaft
- U-20 Europameisterschaft: Gold 2017
- U-17 Weltmeisterschaft: Silber 2014
- U-18 Europameisterschaft: Gold 2015, Bronze 2014
- U-16 Europameisterschaft: Gold 2012 und 2013

Ehrungen
- MVP und Wahl ins All-Tournament Team der U-18-Europameisterschaft 2015
- Europas junge Spielerin des Jahres 2014
- MVP, Topscorer und Wahl ins All-Tournament Team der U-17-Weltmeisterschaft 2014
- Topscorer und Wahl ins All-Tournament Team der U-18-Europameisterschaft 2014
- MVP, Topscorer und Wahl ins All-Tournament Team der U-16-Europameisterschaft 2013
- Wahl ins All-Tournament Team der U-16-Europameisterschaft 2012